# Idioma bayali
Bayali (también esrito como Biyali, Baiali, Byelle, Byellee, and also known as Orambul  o Urambal) es una extinta Lengua aborigen australiana de Queensland en Australia, hablada en Rockhampton y áreas de Gladstone, pero hay un proyecto en marcha para revivir el idioma.

## Clasificación
Bayali pertenece a la familia de lenguas Pama-Nyungan. Se ha clasificado junto con el darumbal como un idioma kingkel,: xxxiv  pero los dos no son cercanos, y Bowern (2011) reclasificó a Darumbal como una lengua márica. 

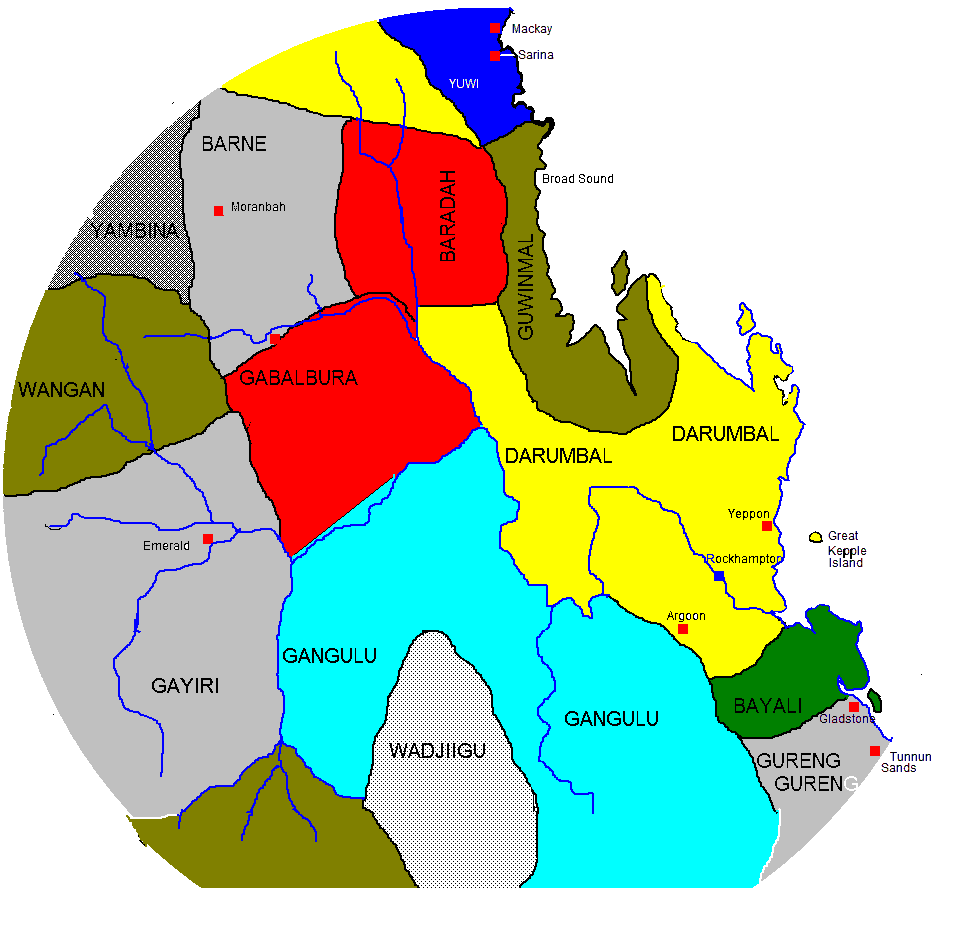
Map de tierras tradicionales de los aborígenes alrededor de Mackay, Rockhampton y Gladstone Queensland.

## Renacimiento del idioma
Desde 2017, el Centro de Idiomas de Queensland Central ha estado trabajando para ayudar a restaurar tres idiomas de la región: Yiiman, Byelle y Taribelang (también conocido como Gureng Gureng). A 2020, Bayali (deletreado Bayelle) es uno de los 20 idiomas priorizados como parte del Proyecto de Apoyo a Idiomas Prioritarios, llevado a cabo por First Languages Australia y financiado por el Departamento de Comunicaciones y Artes. El proyecto tiene como objetivo "identificar y documentar idiomas en peligro crítico, aquellos idiomas para los que existe poca o ninguna documentación, donde no se han realizado grabaciones previamente, pero donde hay hablantes vivos".
Algunas palabras del idioma Bayali, tal como las deletrean y escriben los autores Bayali incluyen:
- Girra: fuego
- Gula: koala
- Guruman: canguro
- Kobbera: cabeza